# Troianî, Novîi Buh
Troianî (în ucraineană Трояни) este un sat în comuna Novopoltavka din raionul Novîi Buh, regiunea Mîkolaiiv, Ucraina.

## Demografie
Componența lingvistică a localității Troianî
     Ucraineană (92,16%)
     Rusă (7,35%)
     Alte limbi (0,49%)
Conform recensământului din 2001, majoritatea populației localității Troianî era vorbitoare de ucraineană (92,16%), existând în minoritate și vorbitori de rusă (7,35%).